# I когорта кантабров
I когорта кантабров (лат. Cohors I Cantabrorum) — вспомогательное подразделение армии Древнего Рима.
Данное подразделение было сформировано из испанского народа кантабров. Точное время создания когорты неизвестно, но, предположительно, это произошло во времена правления императора Нерона, когда проводилась парфянская кампания Корбулона. Целью формирования когорты была замена войск, которые были отправлены на восток с дунайской границы. При Веспасиане она стояла лагерем в крепости Ад Аквы в провинции Мёзия, что засвидетельствовано в военном дипломе от 7 февраля 78 года. Подразделение, по всей видимости, участвовало в дакийских войнах Домициана, понесло крупные потери и, возможно, объединено с II когортой кантабров. Известно имя одного префекта когорты и одного солдата.